# Богданово (Черниговская область)
Богданово (укр. Богданове) — село в Новгород-Северском районе Черниговской области Украины. Население — 101 человек. Занимает площадь 0,1 км².
Почтовый индекс: 16020. Телефонный код: +380 4658.

## Власть
Орган местного самоуправления — Гремячский сельский совет. Почтовый адрес: 16020, Черниговская обл., Новгород-Северский р-н, с. Гремяч, ул. Ленина, 173.